# NGC 2203
NGC 2203 ist ein offener Sternhaufen im Sternbild Mensa.
Das Objekt wurde am 23. Januar 1836 von John Herschel entdeckt.